# Funció ksi de Riemann

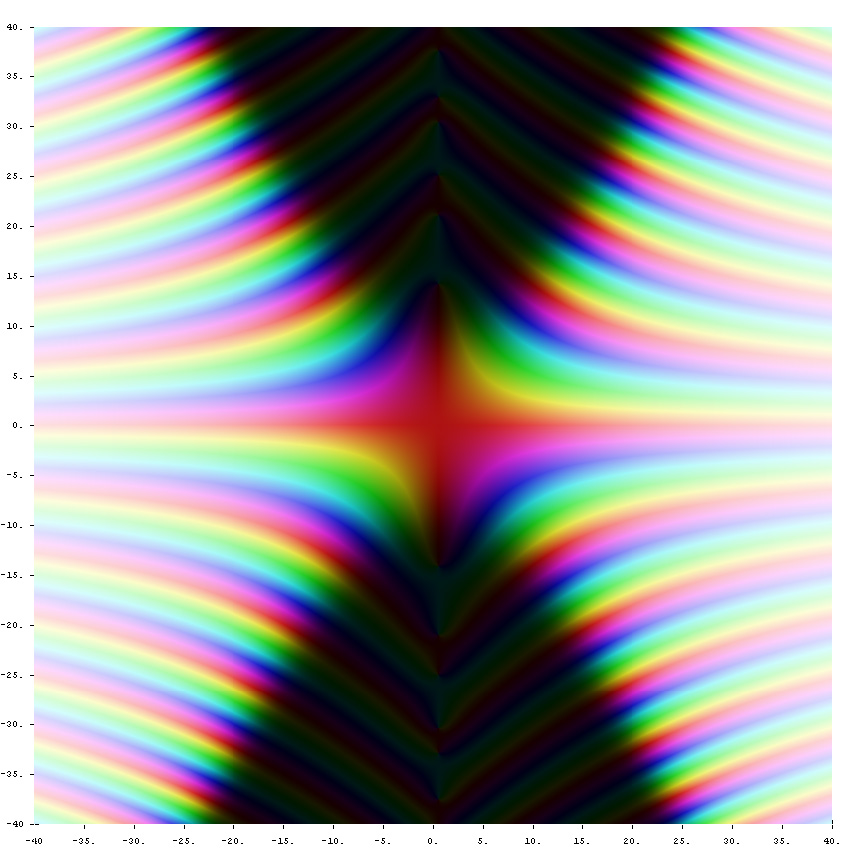
Funció ksi de Riemann en el pla complex. El color d'un punt mostra el valor de la funció. Els colors més foscos denoten els valors més propers a zero i la tonalitat indica el valor de l'argument.

En matemàtiques, la funció ksi de Riemann és una variant de la funció zeta de Riemann, i té la particularitat de tenir una equació funcional simple. La funció duu el nom del matemàtic alemany Bernhard Riemann.

## Definició
La funció ksi minúscula de Riemann original {\displaystyle \xi } va ser reanomenada com a majúscula {\displaystyle ~\Xi ~} (la Lletra grega "Ksi") per Edmund Landau. La ksi mínuscula de Landau {\displaystyle ~\xi ~} ("xi" en anglès) va ser definida per Landau com:
{\displaystyle \xi (s)={\tfrac {1}{2}}s(s-1)\pi ^{-s/2}\Gamma \left({\tfrac {1}{2}}s\right)\zeta (s)}
per {\displaystyle s\in \mathbb {C} }. Aquí, {\displaystyle \zeta (s)} denotea la funció zeta de Riemann i {\displaystyle \Gamma (s)} és la funció Gamma. L'equació funcional (o fórmula de reflexió) de la {\displaystyle ~\xi ~} de Landau és:
{\displaystyle \xi (1-s)=\xi (s)~.}
La funció original de Riemann és redefinida per Landau com a {\displaystyle ~\Xi ~} majúscula::§71
{\displaystyle \Xi (z)=\xi \left({\tfrac {1}{2}}+zi\right)}
i obeeix l'equació funcional:
{\displaystyle \Xi (-z)=\Xi (z)~.}
Landau afirma:894 que la funció {\displaystyle ~\Xi ~} de més amunt és la funció de Riemann originalment anotada com {\displaystyle ~\xi ~}. Totes dues funcions són enteres i purament reals per tot argument.

## Valors
La fórmula general per a enters positius parells és:
{\displaystyle \xi (2n)=(-1)^{n+1}{\frac {n!}{(2n)!}}B_{2n}2^{2n-1}\pi ^{n}(2n-1)}
on Bn denota l'n-èssim nombre de Bernoulli. Per exemple:
{\displaystyle \xi (2)={\frac {\pi }{6}}}

## Representació en forma de sèrie
La funció {\displaystyle \xi } té l'expansió en sèrie:
{\displaystyle {\frac {d}{dz}}\ln \xi \left({\frac {-z}{1-z}}\right)=\sum _{n=0}^{\infty }\lambda _{n+1}z^{n},}
on
{\displaystyle \lambda _{n}={\frac {1}{(n-1)!}}\left.{\frac {d^{n}}{ds^{n}}}\left[s^{n-1}\log \xi (s)\right]\right|_{s=1}=\sum _{\rho }\left[1-\left(1-{\frac {1}{\rho }}\right)^{n}\right],}
i on la suma s'estén al llarg de ρ, els zeros no trivials de la funció zeta, en ordre de {\displaystyle |\Im (\rho )|}.
Aquesta expansió té un paper especialment important en el criteri de Li, que afirma que la hipòtesi de Riemann és equivalent a tenir λn > 0 per tot n positiu.

## Producte de Hadamard
Una expansió simple de la funció ksi de Riemann com a producte infinit és:
{\displaystyle \xi (s)={\frac {1}{2}}\prod _{\rho }\left(1-{\frac {s}{\rho }}\right),\!}
on ρ s'esté al llarg de les arrels de ξ.
Per assegurar convergència en l'expansió, el producte ha de ser fet al llarg d'"emparellaments" dels zeros, és a dir, els factor d'una parella de zeros de la forma ρ i 1−ρ s'han d'agrupar conjuntament.

## Hipótesi de Riemann
Com s'ha assenyalat en diversos treballs d'Alain Connes entre d'altres, la hipòtesi de Riemann és equivalent a l'afirmació que la funció xi de Riemann és el determinant funcional de l'operador:
{\displaystyle -D^{2}+f(x)\,}
amb:
{\displaystyle f^{-1}(x)={\sqrt {(}}4\pi ){\frac {d^{1/2}N(x)}{dx^{1/2}}}} així,
{\displaystyle {\frac {\xi (1/2+iz)}{\xi (1/2)}}={\frac {\det(H-z^{2})}{\det(H)}}},
la conjectura del qual està recolzada mitjançant diverses avaluacions numèriques.